# Cypella osteniana
Cypella osteniana är en irisväxtart som beskrevs av Gustave Beauverd. Cypella osteniana ingår i släktet Cypella, och familjen irisväxter.
Artens utbredningsområde är Uruguay. Inga underarter finns listade i Catalogue of Life.